# Carlos Valderrama
Carlos Alberto Valderrama Palacio (født 2. september 1961 i Santa Marta, Colombia) er en tidligere colombiansk fodboldspiller, der gennem 1980'erne og 1990'erne spillede som midtbanespiller på Colombias landshold, samt hos flere amerikanske og europæiske klubber. Han blev i 2004 udvalgt til FIFA 100, en kåring af de 125 bedste nulevende fodboldspillere gennem historien, og blev også i både 1987 og 1993 kåret til Årets spiller i Sydamerika.
Valderrama var verdensberømt på grund af sit vidt flagrende hår, der gjorde ham let genkendelig for tv-seere og tilskuere.
Valderrama blev med Montpellier HSC fransk pokalvinder i 1990. Med Atlético Junior vandt han det colombianske mesterskab i både 1993 og 1995.

## Landshold
Valderrama nåede i løbet af sin karriere at spille 111 kampe og score 11 mål for Colombias landshold, hvilket giver ham landskampsrekorden for landet. Han repræsenterede holdet i årene mellem 1985 og 1998. Han var en del af den colombianske trup til både VM i 1990, VM i 1994 og VM i 1998. Derudover var han også tre gange med til Copa América med sit land.

## Titler
Coupe de France
- 1990 med Montpellier HSC

Colombiansk mesterskab
- 1993 og 1995 med Atlético Junior